# جون ليتيس
جون ليتيس(٢٧ ديسمبر ١٧٣٧ – 18 أكتوبر ١٨٣٢) كان رجل دين، مترجم، أكاديمي ومؤلف. ليتيس خدم كنائب في بيمارش ، شرق ساسكس. شغل منصب كاهن كاتدرائية تشيتشيستر, قسيسًا لأرشيبالد هاملتون، الدوق التاسع هاملتون من ١٨٠٤ إلى ١٨٣٢, وكان زميلًا ومدرسًا في كلية سيدني ساسكس كامبريدج.

## الحياة والوظيفة
وُلِد في رشدين في نورثهامبتونشاير. والده كان مدير ستريكستون ونائب بوزيت. والدته ماري (ني نيوكوم) كانت ابنة ريتشارد نيوكوم، عميد ويمينغتون.
التحق بمدرسة أوكهام من عام ١٧٥٢ حتى قبوله في كلية سيدني ساسكس في ١٧٥٦. عند وفاة  والده سمح له الميراث بمواصلة دراسته.  في الاخير تلقى ليتيس دكتوراه في اللاهوتية. بعد حصوله على درجة الماجستير والفوز بجائزة سيتونيان في عام ١٧٦٤ لقصيدته التي تسمى «تحويل القديس بولس،» عُيّن واعظًا مختار من قبل الجامعة.</ >كان يتمتع بصلات أدبية، وفي فبراير ١٧٦٥ كان له دور فعّال في زيارة جونسون الوحيدة إلى كامبريدج.</  سافر عبر أنحاء أوروبا، حيث شغل في منصب في كوبنهاغن كمدرس خاص لعائلة المندوب الاستثنائي لبريطانيا العظمى السير روبرت جانينج ، البارون الأول وترجم بعض الأعمال إلى اللغة الدنماركية.
تم منحه منصب مقر القسيس  بيمارش من قبل كلية سيدني ساسكس عام 1785 وتزوج ابنة ألدرمان جون نيولينج من كامبريدج في أكتوبر ١٧٨٦. توفيت زوجته بعد فترة وجيزة من الزواج.وتزوج من أرملة طبيب فيما بعد. واصل النشر في الثمانينات من عمره. في سنواته اللاحقة، طلب ليتيس مساعدة من قس للمساعدة في واجبات مقر القسيس.
ليتيس درٍس العديد من الشخصيات الإنجليزية المرموقة، بما في ذلك جامع الكتب ويليام توماس بيكفورد، الذي كان لديه سيرة ليتيس ضمن مجموعته.
مات ليتيس في مقر القسيس في بيمارش ، تم ضمه في قاموس السيرة الوطنية.

## منشورات مختارة
• تحويل القديس بول (1765)
• رسائل في جولة عبر أنحاء مختلفة من اسكتلندا: في عام 1792 (1794)
• خرافات على جانب النار (1812)
• اقتراحات في الخطابة الكتابية (1822)

## روابط خارجية
- Lettice, John[وصلة مكسورة] via كلية كينجز لندن